# Клюгин, Сергей Петрович
Серге́й Петро́вич Клю́гин (род. 24 марта 1974 в Кинешме, СССР) — российский прыгун в высоту, тренер национальной сборной по лёгкой атлетике. Олимпийский чемпион и трёхкратный чемпион России. Заслуженный мастер спорта России (2000). Заслуженный тренер России (2010).
На летних Олимпийских играх 2000 года в Сиднее Сергей выиграл золотую медаль, показав результат 2 м 35 см, увеличив свой личный рекорд 1998 года и опередив рекордсмена мира и олимпийского чемпиона кубинца Хавьера Сотомайора. До этого единственной наградой Клюгина на крупных международных соревнованиях была бронза на чемпионате Европы 1998 года в Будапеште.
Сергей Клюгин начал тренировать в 2007 году, когда был ещё действующим спортсменом. Первой его подопечной была его жена Виктория, завоевавшая в 2009 году бронзу зимнего чемпионата Европы и обладающая личным рекордом 2,00. По словам Клюгина, многое в системе спортивной подготовки он взял от своих четверых тренеров: Александра Сергеевича Бурта, Евгения Петровича Загорулько, Леонида Владимировича Пумалайнена, Юрия Макаровича Сергиенко с Украины. В настоящее время Сергей Клюгин тренирует олимпийского чемпиона Ивана Ухова, чемпионку мира и бронзовую призёрку Олимпиады 2012 года Светлану Школину, победителя зимнего чемпионата Европы 2013 года Сергея Мудрова.
В 2001 году награждён орденом Почёта, в 2013 году — орденом Дружбы.
По итогам 2013 года признан Тренером года (его имя назвало большинство болельщиков путём голосования в интернете, а также делегаты отчетной конференции Всероссийской федерации легкой атлетики).
Женат на Виктории Клюгиной, с которой имеет троих детей: дочь и двух сыновей. Имеет двух сыновей от предыдущего брака.
В Кинешме функционирует легкоатлетическая «Спортивная школа имени олимпийского чемпиона Сергея Клюгина».